# Конвой № 3815
Конвой № 3815 — японський конвой часів Другої світової війни, проведення якого відбувалось у серпні 1943 року.
Пунктом призначення конвою був атол Трук у центральній частині Каролінських островів, де ще до війни створили потужну базу японського ВМФ, з якої до лютого 1944 року провадились операції в цілому ряді архіпелагів. Вихідним пунктом став розташований у Токійській затоці порт Йокосука (саме звідси традиційно вирушала більшість конвоїв на Трук).
До складу конвою увійшли транспорти «Сан-Франциско-Мару», «Чійо-Мару», «Кіова-Мару» («Kyowa Maru»), «Муко-Мару» та «Шоун-Мару» під охороною есмінця «Ікадзучі».
Загін вийшов із порту 15 серпня 1943 року. Його маршрут пролягав через кілька традиційних районів патрулювання американських підводних човнів, які зазвичай діяли поблизу східного узбережжя Японського архіпелагу, біля островів Оґасавара, Маріанських островів і на підходах до Труку. Утім, проходження конвою № 3815 відбулось успішно і 25 серпня він без втрат досягнув Труку.